# Distretto Settentrionale (Taichung)
Il distretto Settentrionale (北區S, Běi QūP) è un distretto della municipalità di Taichung, situata a Taiwan.